# بخش ناپلئون (شهرستان هنری، اوهایو)
بخش ناپلئون (به انگلیسی: Napoleon Township) یک منطقهٔ مسکونی در ایالات متحده آمریکا است که در شهرستان هنری، اوهایو واقع شده است. بخش ناپلئون ۹۱٫۱ کیلومتر مربع مساحت و ۹٬۷۹۶ نفر جمعیت دارد و ۲۰۶ متر بالاتر از سطح دریا واقع شده است.